# Malynsk
Malynsk (ukrainisch Малинськ; russisch Малинск Malinsk, polnisch Małyńsk) ist ein Dorf in der Westukraine mit etwa 1700 Einwohnern.
Die Ortschaft liegt etwa 57 Kilometer nordöstlich der Oblasthauptstadt Riwne an der Bahnstrecke Riwne–Luninez westlich der Regionalstraße R 05 nach Riwne und Belarus.

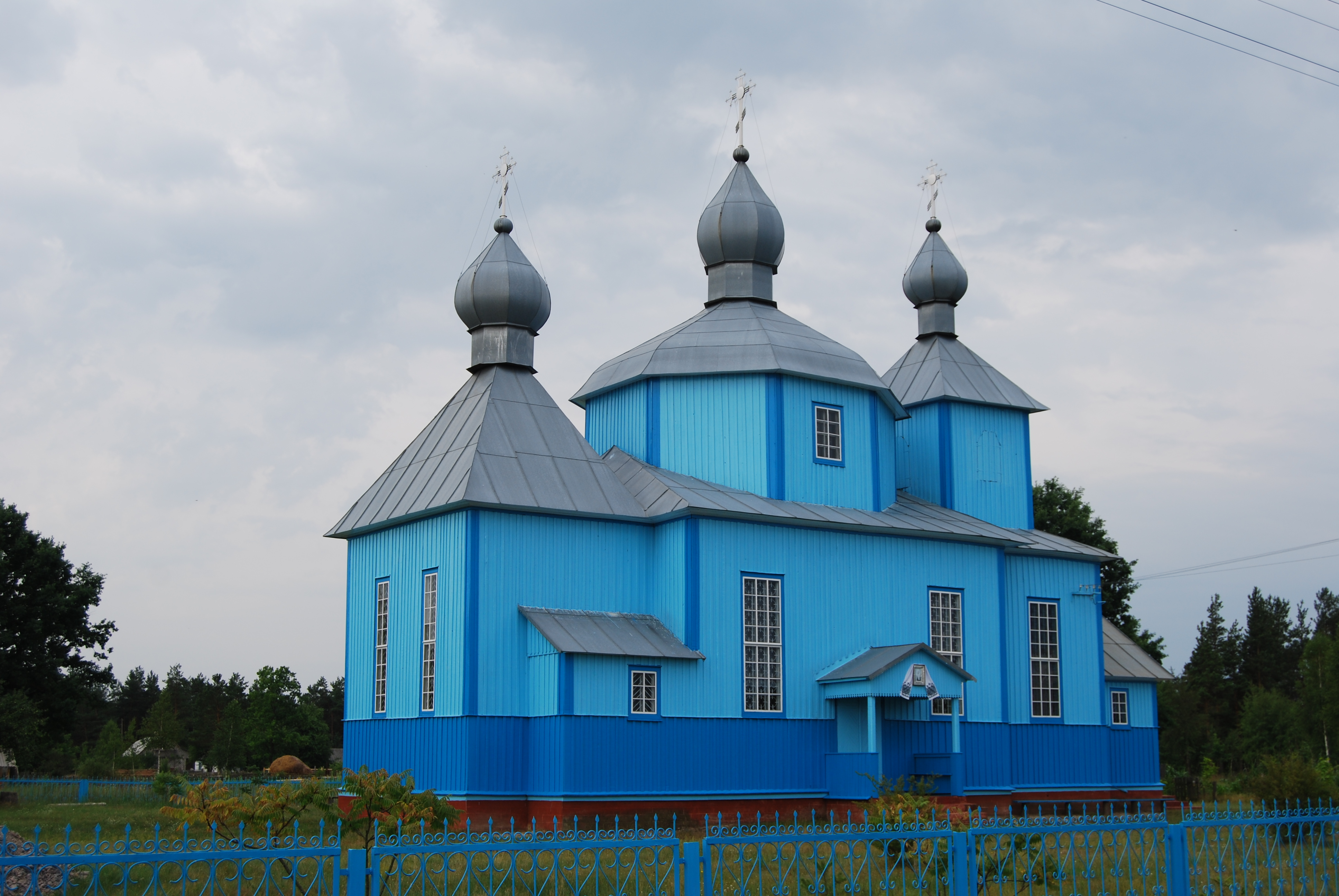
Kirche im Ort

## Geschichte
Der Ort wurde 1907 offiziell als Bahnhof an der Bahnstrecke von Riwne nach Wilna im Russischen Reich errichtet und lag bis zum Ende des Ersten Weltkriegs im Gouvernement Wolhynien.
Nach dem Ersten Weltkrieg kam der Ort unter dem Namen Małyńsk zu Polen (in die Woiwodschaft Wolhynien, Powiat Kostopol, Gmina Bereźne), im Zweiten Weltkrieg wurde er zwischen 1939 und 1941 von der Sowjetunion besetzt. Nach dem Überfall auf die Sowjetunion im Juni 1941 wurde er dann bis 1944 von Deutschland besetzt, dies gliederte den Ort in das Reichskommissariat Ukraine in den Generalbezirk Brest-Litowsk/Wolhynien-Podolien, Kreisgebiet Kostopol, ein.
Nach dem Krieg wurde der Ort der Sowjetunion zugeschlagen. Dort kam das Dorf zur Ukrainischen SSR und seit 1991 ist sie Teil der heutigen Ukraine.
Der Name geht auf den Großgrundbesitzer Michał Małyński, der in der Gegend zum Zeitpunkt der Gründung des Ortes die Wälder besaß, zurück.

## Verwaltungsgliederung
Am 12. Juni 2020 wurde das Dorf zum Zentrum der neugegründeten Landgemeinde Malynsk (Малинська сільська громада Malynska silska hromada). Zu dieser zählen noch die 5 in der untenstehenden Tabelle aufgelisteten Dörfer, bis dahin bildete es zusammen mit den Dörfern Karatschun und Maluschka die Landratsgemeinde Malynsk (Малинська сільська рада/Malynska silska rada) im Nordwesten des Rajons Beresne.
Am 17. Juli 2020 wurde der Ort Teil des Rajons Riwne.
Folgende Orte sind neben dem Hauptort Malynsk Teil der Gemeinde:
| Name                     | Name       | Name                 | Name      | Name |
| ukrainisch transkribiert | ukrainisch | russisch             | polnisch  |      |
| ------------------------ | ---------- | -------------------- | --------- | ---- |
| Bronne                   | Бронне     | Бронное (Bronnoje)   | Bronne    |      |
| Jaryniwka                | Яринівка   | Ярыновка (Jarynowka) | Jarynówka |      |
| Karatschun               | Карачун    | Карачун              | Karaczun  |      |
| Maluschka                | Малушка    | Малушка              | Małuszka  |      |
| Poljany                  | Поляни     | Поляны               | Polany    |      |